# AltaVista
 Denne artikel bør gennemlæses af en person med fagkendskab for at sikre den faglige korrekthed.

AltaVista var en søgemaskine etableret i 1995.
Det blev hurtigt en af verdens mest populære søgemaskiner, og var i en længere periode den mest benyttede søgemaskine i både Danmark og Norge.
Efter lanceringen af søgemaskinen Google tabte AltaVista terræn på markedet, og blev i 2003 opkøbt af Yahoo!, der beholdte AltaVista som selvstændigt varemærke, men baserede alle søgninger på Yahoo!s søgeværktøj.
8. Juli 2013 blev AltaVista lukket ned, og sammenlagt med Yahoo!s egen side.
| Internet | Spire Denne internet-relaterede artikel er en spire som bør udbygges. Du er velkommen til at hjælpe Wikipedia ved at udvide den. |